# Geniates leptopus
Geniates leptopus är en skalbaggsart som beskrevs av Frey 1976. Geniates leptopus ingår i släktet Geniates och familjen Rutelidae. Inga underarter finns listade i Catalogue of Life.